# Cyphomyia wiedemanni
Cyphomyia wiedemanni är en tvåvingeart som beskrevs av Gerstaecker 1857. Cyphomyia wiedemanni ingår i släktet Cyphomyia och familjen vapenflugor. Inga underarter finns listade i Catalogue of Life.